# Söhrewald
Söhrewald település Németországban, Hessen tartományban. Lakosainak száma 4636 fő (2023. december 31.).

## Népesség
A település népességének változása:
| Lakosok száma | 4820 | 4741 | 4702 | 4608 | 4677 | 4636 |
|               | 2014 | 2017 | 2019 | 2021 | 2022 | 2023 |